# Serhij Siminin
Serhij Fedorovyč Siminin (in ucraino Сергій Федорович Сімінін?; Feodosia, 9 ottobre 1987) è un calciatore ucraino, difensore del Podillja.

## Carriera
Simin è cresciuto calcisticamente nello Zorja, allenato da Serhij Majorov.